# Komtar
La Komtar (scritto anche KOMTAR) è un grattacielo situato nella città di George Town a Penang, in Malaysia; è il grattacielo più alto di Penang e l'undicesimo edificio più alto della Malesia. Komtar è l'acronimo di Kompleks Tun Abdul Razak, dal nome del secondo primo ministro della Malesia.

## Descrizione
La costruzione è iniziata dal 1974 ed è stata completato nel 1986. Con 65 piani e un'altezza di 232 metri, al momento del suo completamento era il secondo edificio più alto in Asia dopo il Sunshine 60 di Tokyo. L'edificio ha mantenuto il suo status di grattacielo più alto della Malesia per 3 anni prima di essere superato nel 1988 dalla Menara Maybank di Kuala Lumpur.
L'edificio rende il nome da Abdul Razak Hussein, il secondo Primo Ministro della Malesia. Nel 2015, nell'ambito di un piano di rilancio e di ristrutturazione dell'immobile, sono stati aggiunti altri tre piani, portando l'altezza della torre KOMTAR a 249 metri. Inoltre il grattacielo ospita la Rainbow Skywalk, il più alto skywalk in vetro della Malesia, che è stata installata nella parte superiore del grattacielo nel 2016.